# Археологічні карти
Археологі́чні ка́рти — географічні карти, на яких схематично позначені місця відкриття археологічних пам'яток (городища, селища, стоянки, житла, кургани, могильники, поховання, скарби, знахідки поодиноких речей тощо).
Археологічні карти складаються за ознаками території (країни, області), археологічних культур, районів їх поширення та археологічних періодів. До археологічні карти додається пояснювальний текст з ілюстраціями.
Найвідоміші мапи
Серед археологічних карт України найвідоміші:
- «Археологічна карта Подільської губернії» Є. Сіцінського («Праці XI Археологічного з'їзду в Києві», т. 1. М., 1901),
- «Археологічна карта Причорномор'я Української РСР» Т. В. Фабріціус (в. 1. К., 1951) та ін.